# Conghua
Conghua (从化 ; pinyin : Cónghuà) est ville-district placée sous la juridiction de la ville sous-provinciale de Canton.

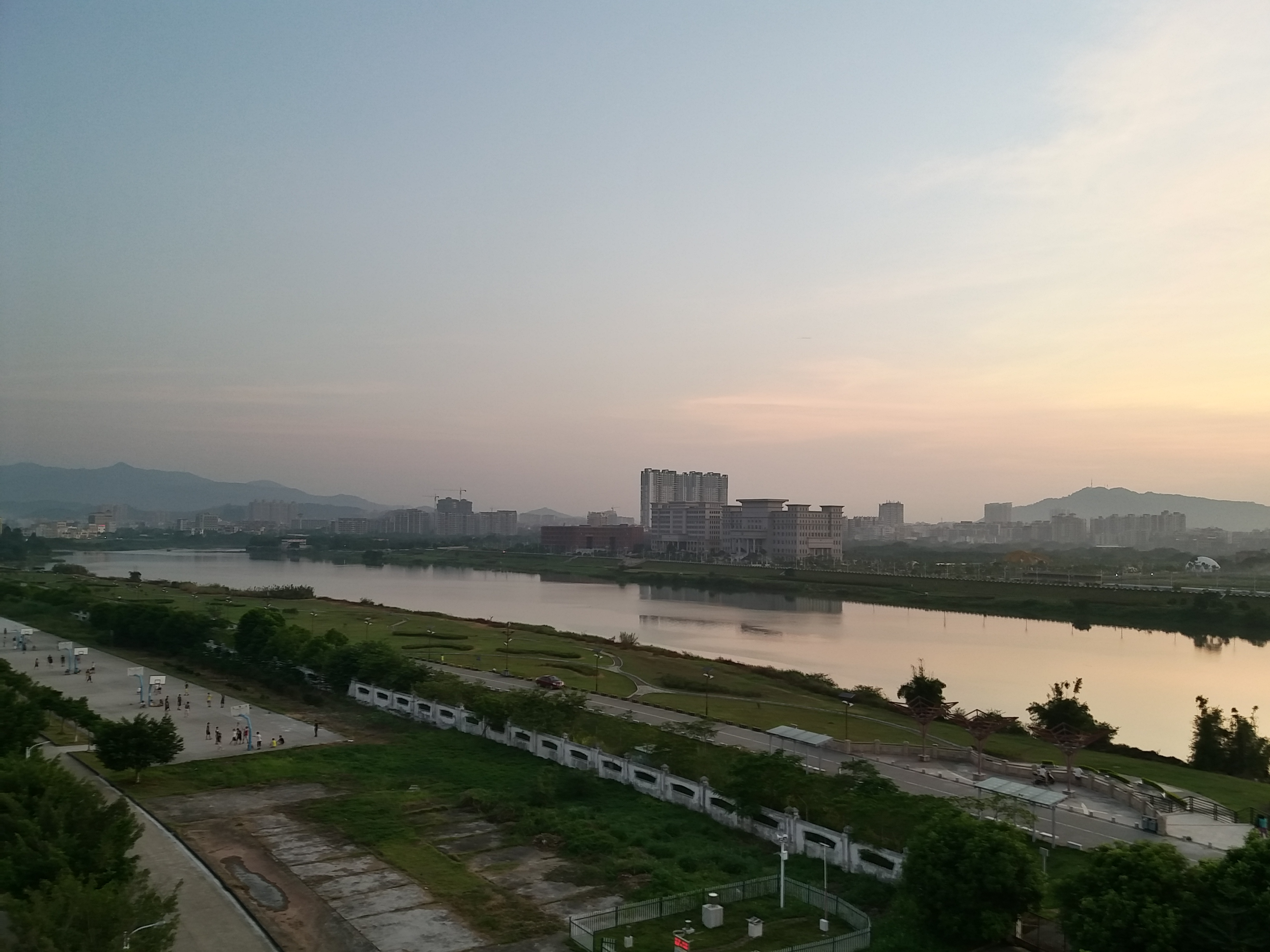
l Parc riverain IU dans le sous-district de sortie J IE

## Démographie
La population du district était de 504 114 habitants en 1999.